# Corneliu Moldovan
Corneliu Moldovan (n. 18 mai 1925) este un deputat român în legislatura 1990-1992, ales în județul Mureș pe listele partidului FSN.